# Goaltending

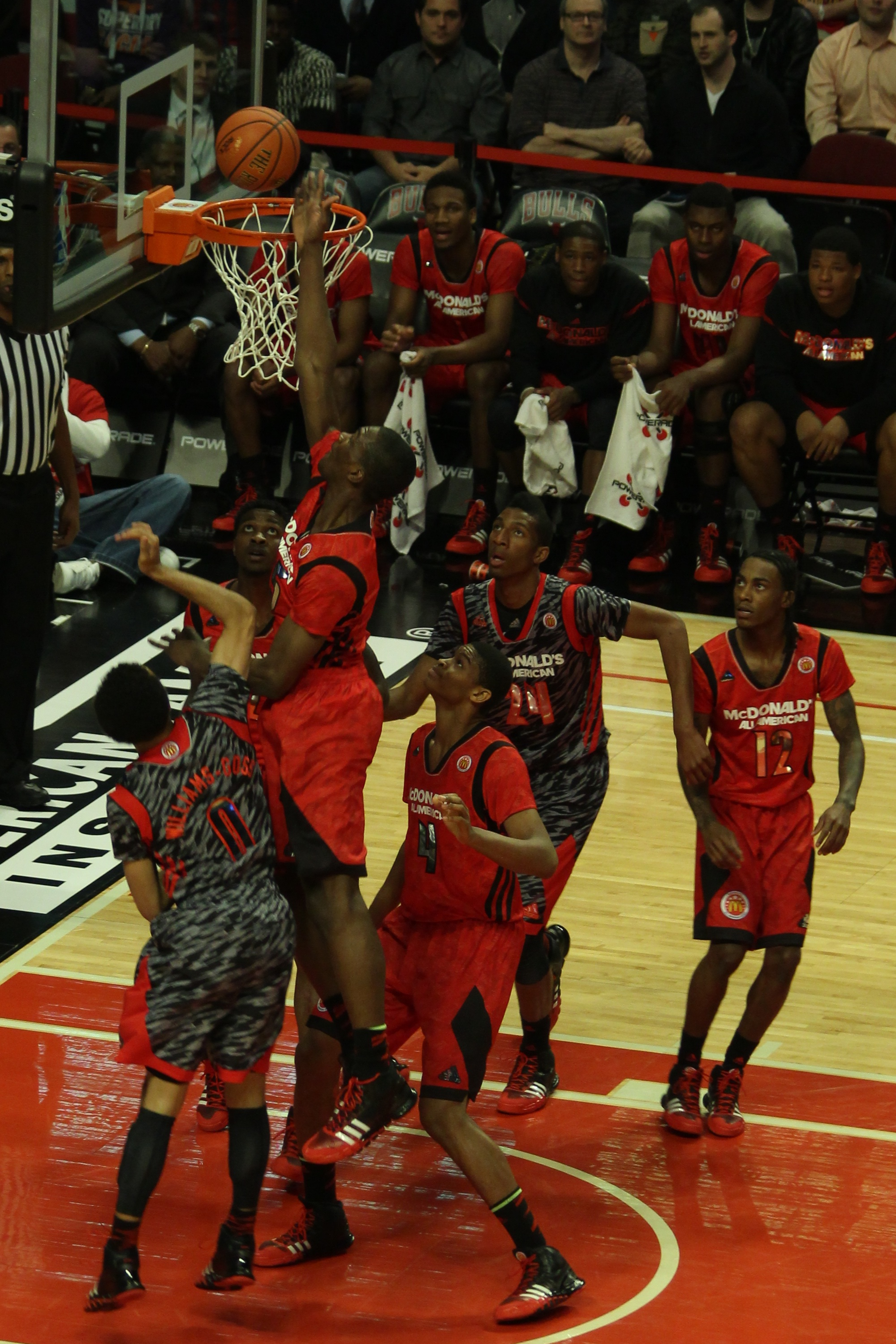
Le goaltending de Noah Vonleh est une violation qui donne à Nigel Williams-Goss un panier accordé.

Au basket-ball, le terme goaltending (ou contre illégal) désigne le geste effectué par un joueur en défense pour dévier un tir adverse alors que le ballon est dans sa phase descendante ou qu'il a touché la planche mais qu'il n'a pas encore touché l'arceau. Ce geste d'un défenseur constitue une violation qui fait que le panier est automatiquement accordé.

## Définition

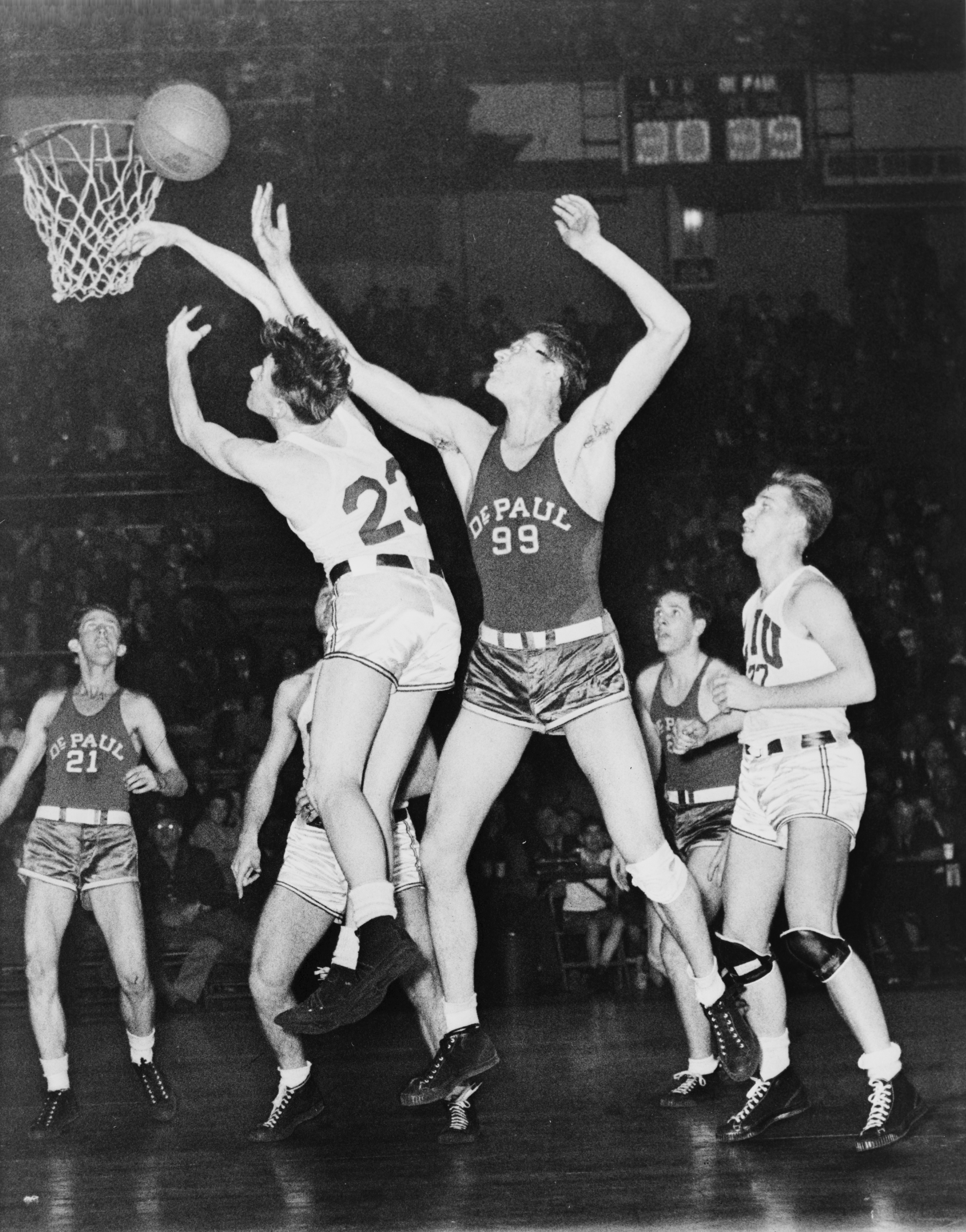
George Mikan (#99) lors d'une rencontre de NBL.

Le goaltending est une violation qui est le fait de toucher le ballon lancé en direction du panier en phase descendante quand il est tout entier au-dessus du niveau cercle, qu'il a encore une chance d'y pénétrer, mais qu'il n'est pas encore entré en contact avec l'arceau,,
En NCAA, WNBA et NBA, le goaltending est également sanctionné si le ballon a déjà touché la planche du panneau tout en restant au-dessus du niveau du cercle, qu'il soit en phase ascendante ou descendante, ou si le ballon roule sur le cercle ,. Le goaltending est alors un contre illégal d'un tir de champ.
En High school et en NCAA, le goaltending est également sanctionné quand un joueur interfère lors du tir d'un lancer franc pendant toute la période pendant laquelle le ballon va vers le panier ,.
Si le goaltending survient sur un tir de champ, le panier est aussitôt accordé par l'arbitre. En high school et en NCAA, si le goaltending est sifflé sur un lancer franc, le point est accordé au tireur et l'équipe adverse est pénalisée  d'une faute technique contre le tireur,
Le pendant offensif du goaltending est la règle de l'Interférence (en) avec lequel il est souvent confondu. En NBA, l'interférence survient lors d'une tentative de tir de champ quand un autre joueur touche le ballon, le cercle ou le ballon quand il est sur le cercle. Si le joueur qui effectue cette violation est un défenseur, le panier est automatiquement accordé. En revanche, les règles FIBA permettent de repousser le ballon s'il roule sur le cercle ou a rebondi dessus.
Aux États-Unis, l'interdiction du goaltending a été décidée par la NCAA dès 1944, puis reprise ultérieurement par la NBL, pour contenir les capacités de George Mikan (2,08 m) dont la détente lui permettait d'être un des premiers joueurs à pratiquer régulièrement le goaltending.

## Règle en NBA
Contrairement aux règles FIBA, en NBA, les attaquants n’ont pas non plus le droit de toucher la balle quand elle est encore dans un cylindre imaginaire situé au-dessus du cercle.
Toutefois, cette règle n'est valable que quand le chronomètre tourne. Ainsi, le 26 décembre 2017, l'entraîneur des Suns de Phoenix profite de cette subtilité méconnue alors qu'il reste moins d'une seconde à jouer pour demander au joueur effectuant la remise en jeu de tirer directement vers le panier de façon qu'un attaquant, Tyson Chandler, puisse dunker en récupérant la balle au-dessus du cercle. Selon Jay Triano, « on ne peut pas faire de goaltending tant que la balle n’est pas en jeu. J’ai donc dit aux joueurs de shooter et que Tyson devait la toucher quand elle descend ou faire une claquette. (...) Quand ils font leur réunion et séminaire avec les coaches, j’avais demandé aux arbitres. C’était il y a 15 ans, quand j’étais à Toronto, et ils ont été obligés de regarder les règles. J’avais gardé ça secret, mais ce n’est plus un secret désormais. »